# Magnus (schip, 1906)
De Magnus was een Deens stoomvrachtschip gebouwd door de Britse scheepswerf Sunderland Shipbuilding Company in Sunderland. Het schip was eigendom van de Deense reder Det Forenede Dampskibs Selskab.
Op 9 december 1939 was het schip op weg van Denemarken naar Methil toen het om 19:21 getroffen werd door een torpedo van de Duitse onderzeeboot U-20. De aanval van de U-20 vond ongeveer 75 kilometer ten oostnoordoosten van Peterhead. De torpedo trof het schip aan de voorzijde, waardoor het schip binnen 90 seconden was gezonken. Van de negentien opvaren kwamen er achttien om het leven. De enige overlevende werd vier dagen later op 13 december door de Britse trawler Philippe uit zee gehaald.
De Magnus was het eerste schip, van de drie, dat slachtoffer werd van de U-20 tijdens de vierde patrouille van dit schip. Een dag later, op 10 december, vergingen ook de Føina, die getorpedeerd werd, en de Willowpool, die op een zeemijn van de U-20 was gevaren.